# Joanka (powiat kępiński)
Joanka – wieś w Polsce położona w województwie wielkopolskim, w powiecie kępińskim, w gminie Baranów.
W latach 1975–1998 miejscowość administracyjnie należała do województwa kaliskiego.